# هووپ (داکوتای شمالی)
هووپ(به انگلیسی: Hope) شهری در ایالت داکوتای شمالی کشور ایالات متحده آمریکا است که جمعیت آن در سرشماری سال ۲۰۱۰ میلادی، ۲۵۸ نفر بوده‌است.